# Zumischer

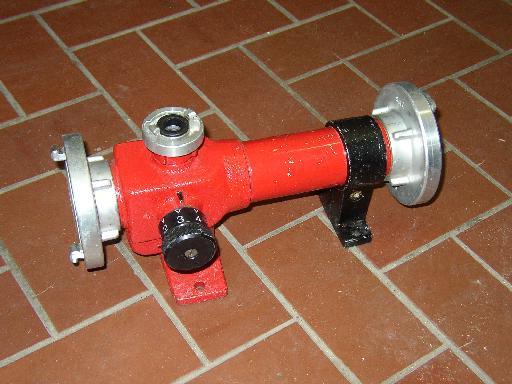
Zumischer mit B-Anschluss

Der Schaummittel-Zumischer ist eine Armatur zur Wasserfortleitung, die zum Erzeugen von Löschschaum verwendet wird. Der Zumischer saugt dabei das Schaummittel an und vermischt es in einem bestimmten Verhältnis mit dem Löschwasser.
Die Zumischung – oder die Erreichung der korrekten Schaummittelmenge im Schaummittel/Wassergemisch – ist eine äußerst wichtige Komponente der Schaumerzeugung. Falls Schaummittel in einem zu niedrigen Prozentsatz zugemischt wird, ist das Schaummittel-Wassergemisch „zu dünn“ und vermag keinen stabilen Schaum zu bilden. Ist die Zumischrate zu hoch, wird der Schaum zu steif und ist nicht ausreichend fließfähig. Insgesamt sind bei mobilen und stationären Anwendungen verschiedene Zumischsysteme und -einrichtungen im Gebrauch.

## Zumischerarten

### Injektorzumischer
Injektorzumischer sind die am häufigsten genutzten Zumischeinrichtungen. Sie lassen sich grob einteilen in:
- tragbare Zumischer
- stationär eingebaute Zumischer
- Schaumerzeuger mit Selbstansaugung
- Pumpenvormischer

#### Funktion
Die Funktionsweise ist die einer Strahlpumpe. Hierbei wird Treibwasser beim Durchgang durch eine Düse beschleunigt und in eine Saugkammer gespritzt. In der Saugkammer verwirbelt das Wasser und gibt einen Teil seiner Energie an das Medium in der Saugkammer (zuerst Luft, dann Schaummittel) ab, das dadurch in Fließrichtung des Treibwassers beschleunigt wird und den Zumischer verlässt. Die besondere Konstruktion der Saugkammer gewährleistet die Bildung eines Unterdruckes durch den das Schaummittel aus dem Vorratsbehälter in den Zumischer gesaugt wird. Ein Rückschlagventil (Kugelventil) verhindert den Wasserrückfluss aus dem Zumischer in den Vorratsbehälter wenn Treibwasser ansteht, aber kein Schaummittel/Wassergemisch abgenommen wird.
Bei mobilen Zumischern ist normalerweise ein Regelventil in der Schaumansaugleitung eingebaut, um auf eventuell notwendige Änderungen der Zumischrate reagieren zu können. Stationäre Löschanlagen arbeiten in aller Regel mit fest eingestellten Zumischraten, die auf den Löschanlagentyp, das Schaummittel und das Brandgut abgestimmt sind. Änderungen der Zumischrate erfolgen durch Austausch der Treibwasserdüse.

##### Vorteile
- Preiswertester Zumischertyp
- Einfache Anwendung
- Minimale Wartung (nur Rückschlag- und ggf. Regelventil sind bewegliche Teile)
- Keine separate Energieversorgung notwendig (Energie zur Schaummittelansaugung wird aus dem Treibwasser genommen)
- Universell für alle gängigen Schaummittelarten einsetzbar

##### Nachteile
- Druckabfall bis zu ca. 35 % des Eingangsdruckes (Energie zur Schaummittelansaugung wird aus dem Treibwasser genommen)
- zu geringe Durchflussmenge (im Vergleich zur Nenndurchflussmenge, z. B. Schaumrohr nicht komplett geöffnet) verhindert das Ansaugen des Schaummittels
- Aus technischen Gründen (Kombination Treibwasserdüse/Saugkammer) nur für eine festgelegte Durchflussmenge ausgelegt

#### Tragbare Zumischer
Bei den Feuerwehren sind in aller Regel für die mobile Handhabung tragbare Zumischer nach DIN 14 384 im Einsatz.
Diese Zumischer werden in drei Größen verwendet:
| Typ | Festkupplungen | Nenndurchflussmenge |
| --- | -------------- | ------------------- |
| Z 2 | C              | 200 l/min           |
| Z 4 | B (früher: C)  | 400 l/min           |
| Z 8 | B              | 800 l/min           |

Zumischer bestehen aus zwei C- oder B-Festkupplungen in Durchflussrichtung (je nach Typ) und einer D-Festkupplung senkrecht zur Durchflussrichtung. Darüber hinaus verfügt der Zumischer über eine Dosiereinrichtung, die fest eingestellt ist (2, 3, 4, 5 oder 6 %) oder, wie in den meisten Fällen, über ein Regelventil das über ein Handrad stufenlos einstellbar ist. Zur Gewährleistung eines festen Standes hat der Zumischer einen Fuß und einen Ständer.
Nachrüstbare Aufsätze (mit Storz-D-Kupplung) ermöglichen auch Dosierungen im Bereich einstellbarer Zumischraten von 0,1 %, 0,5 %, 1 % und 1–6 %. Dies ist bei speziellen Schaummittelkonzentraten nötig.
Er muss immer in der richtigen Richtung (ist durch Pfeil gekennzeichnet) eingebaut werden und auf die Größe des Schaumstrahlrohres abgestimmt sein. Am Ausgang des Zumischers muss mindestens eine Schlauchlänge angekuppelt sein, damit sich Wasser und Schaummittel hinreichend vermischen können. Nach jedem Einsatz ist der Zumischer gründlich zu spülen, da das Schaummittel sonst das Kugelventil verklebt und der Zumischer nicht mehr funktionsfähig ist.

#### Stationär eingebaute Zumischer
Stationär eingebaute Injektorzumischer werden in Löschanlagen genutzt, bei denen eine festgelegte Schaummittel/Wassergemisch-Menge erzeugt werden muss. Dies ist z. B. der Fall beim Tankbrandschutz (Beschäumen von Tanktassen oder Schwimmdachtanks) wenn Löschwasser und Schaummittel durch separate Leitungen bis zur Brandstelle getrennt gefördert werden kann, vor Ort gemischt und so der Gegendruck gering gehalten wird. Hier sind Leistungen bis zu mehreren tausend Litern Schaummittel/Wassergemisch pro Minute möglich (z. B. Zumischer MI-150 F der Fa. Skum: 6500 l/min).

#### Schaumerzeuger mit Selbstansaugung
Selbstansaugende Schaumstrahlrohre haben eine eingebaute Vorrichtung zum Ansaugen von Schaummittel. Diese kommen in erster Linie bei Schaum-/Wasserwerfern, insbesondere auf Anhängern, zum Einsatz. Das Ansaugen erfolgt durch einen Injektorzumischer, der allerdings nicht separat aufgebaut, sondern ein Bestandteil des Schaumerzeugers ist. Das Schaummittel wird in unmittelbarer Nähe zum Schaumerzeuger gelagert und durch Schläuche direkt angesaugt. Als Vorteil ist die preisgünstige Ausführung, der einfache Betrieb und Wartung, sowie die genaue Zumischung, da Durchfluss und Gegendruck bekannt sind, zu sehen. Zudem wird nur der Schaumerzeuger mit Schaummittel verschmutzt. Nachteilig ist mangelnde Beweglichkeit bedingt durch die Mitführung der Schaummittelbehälter. Daneben ist die Nachführung des Schaummittels zur Einsatzstelle aufgrund des großen Verbrauchs problematisch, da das Schaummittel meist per Hand in Behältern zur Verbrauchsstelle gebracht werden muss.
Eine Kombination aus Zumischer und Schaumstrahlrohr ist die Schaumpistole.

#### Pumpenvormischer
Pumpenvormischer werden u. a. in Löschfahrzeuge und Löschanlagen eingebaut. Sie sind vom Prinzip ihrer Wirkungsweise Injektorzumischer. Sie werden jedoch nicht in den Förderstrang integriert, sondern ein Teil des Löschwassers wird am Pumpenausgang abgezweigt und fließt durch einen Bypass zum Zumischer. Hier wird durch die Erzeugung des Unterdrucks Schaummittel angesaugt und dem Treibwasser in einer Konzentration von bis zu 40 % beigemischt. Der Ausgang des Zumischers ist an die Pumpensaugleitung angeschlossen, so dass das angereicherte Schaummittel/Wassergemisch dem angesaugten Wasser zugeführt wird. Über ein Regelventil in der Schaummittelsaugleitung zum Zumischer kann die Zumischrate eingestellt werden. Vorteilhaft sind die Preisgünstigkeit des Systems sowie die einfache Wartung und der Betrieb zu sehen. Es entsteht kein Druckabfall durch die Zumischung und eine zusätzliche Kraftversorgung ist nicht notwendig, da die Energie aus dem Treibwasser genommen wird. Nachteilig wirken sich die Entnahme des Treibwassers auf die verfügbare Förderleistung der Pumpe aus, da das entnommene und im Kreis gefahrene Treibwasser Teil der Gesamtfördermenge (bis zu 10 %) ist und somit die für Löschzwecke zur Verfügung stehende Wassermenge verringert. Dies ist bei der Pumpenauslegung zu berücksichtigen. Zusätzlich muss der Pumpeneingangsdruck unter einem bestimmten Wert liegen (max. 0,5 bar), da sonst das Druckgefälle zwischen Eingang und Ausgang des Zumischers nicht ausreicht, um eine korrekte Funktion des Zumischers zu erreichen. Daneben wird auch das gesamte System mit Schaummittel/Wassergemisch beaufschlagt und muss anschließend gereinigt werden.

### Pumpenzumischung
In Löschbereichen, in denen feste Volumenströme und Druckverhältnisse vorgegeben und Druckverluste, die durch Einsatz eines Injektorzumischers entstehen, nicht akzeptabel sind, kann eine direkte Zumischung des Schaummittel zum Wasserstrom sinnvoll sein. Da diese Zumischung ohne Regelorgan auskommt, muss das richtige Schaummittel-Wasser-Verhältnis durch die genaue Auslegung der Kombination Wasser-/Schaummittelpumpe erfolgen. Dieses ist jedoch sehr schwierig, da die Fördermenge der Schaummittelpumpe von der Temperatur (und damit der Viskosität), dem spezifischen Gewicht des Schaummittel und der Druckdifferenz Wasser-Schaummittel abhängig ist. Von Vorteil ist hier, dass die Menge des Schaummittel/Wassergemisches keiner Beschränkung nach unten oder oben unterliegt. Es sind somit von der kleinsten bis zu größten Menge alle Volumenströme darstellbar.
Die Weiterentwicklung dieser Zumischerform ist der regelbare Pumpenzumischer. Hierbei wird der Volumenstrom des Löschwassers über Messeinrichtungen erfasst und das Schaummittelvolumen durch entsprechende Regelung der Schaummittelpumpe angepasst. Dies geschieht in aller Regel durch Änderung der Drehzahl.
Eine Sonderform der Pumpenzumischung ist der Einsatz mechanischer Dosiersysteme, bei denen vom Löschwasserstrom ein Wassermotor angetrieben wird, der wiederum eine Schaummittelpumpe antreibt. Durch Abstimmung des Verhältnisses Volumen des Wassermotors zum Volumen der Schaummittelpumpe wird eine exakte Zumischung erreicht. Hier ist allerdings ein Druckverlust zu verzeichnen (Energie zum Antrieb der Schaummittelpumpe) der sich jedoch im Bereich von 0,5 bar bis 2 bar bewegt (Abhängig vom Durchfluss). Wichtig ist hier jedoch, dass diese Zumischsysteme Gegendruckunempfindlich sind, Temperatur, Viskosität und spezifisches Gewicht des Schaummittels keine Rolle spielt und ein weites Einsatzspektrum (je nach Gerät 200 l/min bis 6000 l/min Wasserdurchfluss und 0 – 6 % Zumischung) besitzen. Diese Systeme gibt es als Turbinenzumischer (V ~ 400 l/min) oder als Systeme mit Verdrängermotoren und -pumpen.

### Wirkdruckzumischer
Wirkdruckzumischer werden in aller Regel in stationären Löschanlagen, seltener in mobilen Systemen, eingesetzt, in denen sich während des Betriebes die Druckverhältnisse bzw. Durchflussmengen ändern.
Je nach Schaummittelförderung unterscheidet man zwischen Blasentankzumischer und Wirkdruckzumischer.

#### Blasentankzumischer
Die Zumischeinheit gliedert sich in zwei Teile: den Blasentank und den Zumischer. Der Blasentank ist ein Druckbehälter der eine, mit Schaummittel gefüllte, Gummiblase enthält. Im Zumischer befindet sich eine Blende in der sich beim Durchströmen des Löschwassers ein Druckgefälle aufbaut. Vor der Blende wird ein Teil des Löschwassers abgenommen und in den Raum zwischen Behälterwand und Gummiblase de Blasentanks geleitet. Hierdurch wird auf das Schaummittel ein, im Verhältnis zum Druck hinter der Blende des Zumischers, höherer Druck aufgebaut. Dieser Druckunterschied bewirkt eine Förderung des Schaummittels zum Zumischer und in das Löschwasser hinter der Blende. Die Mengenregelung erfolgt durch den variablen Druckunterschied bei unterschiedlichen Volumen (geringe Durchflussmenge = geringer Druckunterschied = geringe Fördermenge, große Durchflussmenge = großer Druckunterschied = große Fördermenge) (siehe hierzu auch Messblende).

##### Vorteile
- Wenige bewegliche Teile
- Niedriger Druckabfall (> 1 bar)
- Großes Einsatzspektrum (Volumenstrom bis 30000 l /min)
- Alle Schaummittelsorten verwendbar
- Externe Energieversorgung für die Schaummittelförderung entfällt

##### Nachteile
- Wiederbefüllen und insbesondere das Nachfüllen während des Betriebes schwierig bis unmöglich
- Gummiblase ist empfindlich gegen Langzeiteinwirkungen des Schaummittels sowie gegen mechanische Beanspruchungen
- Tank muss ein (oder mehrere) Druckbehälter sein, der dem Betriebsdruck der Löschanlage widersteht.

#### Wirkdruckzumischer
Anders als beim Blasentank gliedert sich diese Zumischeinheit in drei Teile: Schaummitteltank, Schaummittelpumpe und Zumischer. Das Schaummittel wird dem Zumischer durch die Schaummittelpumpe unter einem höheren Druck als der Betriebsdruck der Löschanlage zugeführt. Auch in diesem Zumischer befindet sich eine Blende in der sich beim Durchströmen des Löschwassers ein Druckgefälle aufbaut. Durch den Druck des Wassers vor der Blende wird der Schaummitteldruck reguliert (auf ca. 1 bar über den Wasserdruck vor der Blende). Hierdurch wird ein konstantes Druckverhältnis Löschwasser zu Schaummittel aufgebaut. Erhöht sich jetzt die Durchflussmenge bleibt das Druckverhältnis Schaummittel/Wasser vor der Blende gleich, während sich der Wasserdruck hinter der Blende verringert. Durch den dann größeren Schaummittelüberdruck gegenüber dem Wasserdruck hinter der Blende wird durch die gleichbleibende Schaummitteldüse mehr Schaummittel in das Löschwasser gefördert.

##### Vorteile
- Genaues Zumischen unabhängig von Druck und Durchfluss
- Einfacher Aufbau
- Nachfüllen des Schaummittelvorrates während des Betriebes möglich
- Niedriger Druckabfall
- Tank muss nur gegen das Schaummittel beständig sein (kein Druckbehälter)
- Großes Einsatzspektrum (Volumenstrom bis 30000 l /min)
- Alle Schaummittelsorten verwendbar

##### Nachteile
- Externe Energieversorgung für die Schaummittelpumpe
- Unter Umständen höherer Druckabfall bei großen Durchflussschwankungen

#### Mehrbereichsblasentankzumischer/Mehrbereichswirkdruckzumischer
Eine Weiterentwicklung der Blasentankzumischer und Wirkdruckzumischer sind die Mehrbereichsblasentankzumischer und Mehrbereichswirkdruckzumischer. Hier wird durch die Anwendung eines anderen Arbeitsprinzips der Arbeitsbereich der Zumischer insbesondere im unteren Bereich erweitert (Wirkdruckzumischer NW 200: 3000 – 13000 l/min, Mehrbereichswirkdruckzumischer: 150 – 11000 l/min). Anstelle einer festen Blende wird hier über eine Drosselklappe die Öffnung einer variablen Schaummitteldüse entsprechend der Durchflussmenge angepasst. Da die Druckverhältnisse vor und nach der Drosselklappe weitestgehend gleich bleiben, wird bei konstantem Schaummittelüberdruck durch die veränderliche Schaummitteldüse die der Wasserdurchflussmenge entsprechende Schaummittelmenge dem Löschwasser zugefügt.

##### Vorteile/Nachteile
- siehe Blasentankzumischer und Wirkdruckzumischer

## Grundregeln für die Auswahl geeigneter Zumischsysteme
- Kleine Risiken, Mobile Geräte ohne aufwändige Technik, keine Wasserversorgung, nur Einsatz von Schaum: Premix-Anlagen
- Festgelegter Durchfluss, festgelegte Druckverhältnisse, größeres Druckgefälle tolerierbar, einfache Handhabung: Injektorzumischer
- Variabler Durchfluss, großes Druckgefälle nicht akzeptabel und nur Schaummittel/Wassergemisch am Pumpenausgang: Pumpenvormischer
- Festgelegter Durchfluss, großes Druckgefälle nicht akzeptabel und nur Schaummittel/Wassergemisch am Pumpenausgang: direkte Pumpenzumischung
- Variabler Durchfluss, variable Druckverhältnisse: Wirkdruckzumischer/Blasentankzumischer
- Variabler Durchfluss, variable Druckverhältnisse, variable Zumischraten: Mehrbereichswirkdruckzumischer/Mehrbereichsblasentankzumischer